# Iglica Czajkowskiego
Iglica Czajkowskiego (ang. Czajkowski Needle, Pawson Peak) – góra o wysokości 296,5 m n.p.m., w Antarktyce, na Wyspie Króla Jerzego (ang. King George Island). Położona jest pomiędzy Lodowcem Ekologii (Ecology Glacier) i Lodowcem Sfinksa (Sphinx Glacier), niedaleko lodowca Kopuła Warszawy (Warsaw Icefield), przy Zatoce Admiralicji (ang. Admiralty Bay). Góra znajduje się na terenie Szczególnie Chronionego Obszaru Antarktyki „Zachodni brzeg Zatoki Admiralicji” (ASPA 128).
Nazwa pochodzi od nazwiska Ryszarda Czajkowskiego – polskiego podróżnika, polarnika, reportera i publicysty, członka The Explorers Club, który zdobył ją w 1977. Została nadana w 1980. Jest wymieniona pod numerem referencyjnym 10985 przez Komitet Naukowy Badań Antarktycznych (Scientific Committee on Antarctic Research - SCAR) oraz Australian Antarctic Gazetteer.